# John de Mandeville

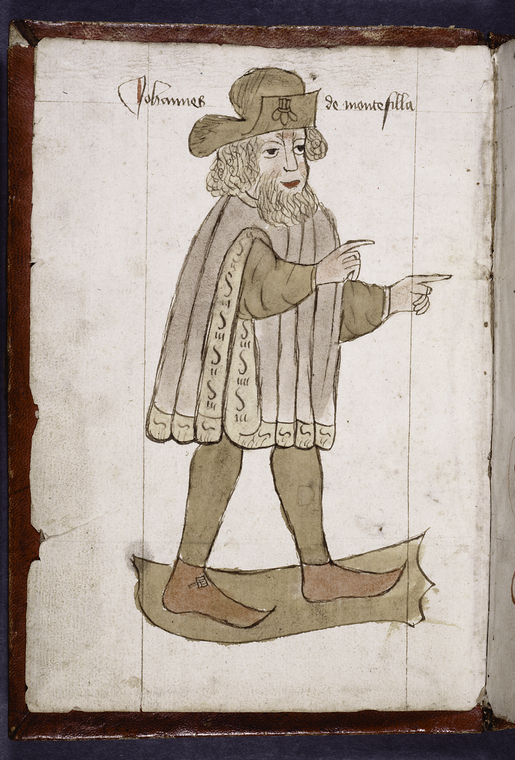
Ett tänkt porträtt av Sir John Mandeville, från 1459.

"Jehan de Mandeville", översatt till "John de Mandeville" eller "Sir John Mandeville", är en pseudonym för en okänd författare som skrev den fantasifulla reseskildringen The Travels of Sir John Mandeville. Denna reseskildring skrevs på anglonormandiska och gavs ut mellan 1357 och 1371. Verket blev översatt till en mängd olika språk, som latin, engelska och franska och fick på detta sätt en mycket stor spridning och blev mycket populär. Trots bokens mycket opålitliga och fantastiska karaktär, användes den länge som ett referensverk, exempelvis av Christopher Columbus, som var mycket influerad av boken. Boken förtäljer inte bara myter och legender utan även korrekta beskrivningar av världen, bland annat att jorden är rund.